# Маасгау
Маасгау (на латински: Pagus Maasgau; на немски: Maasgau) е по времето на Каролингите територията западно на Маас с център Маастрихт (Mosa Trajectus) в центъра и на Юлихгау на другия бряг на реката.

## Графове в Маасгау
- Гизелберт, 841 граф в Маасгау, 866 граф в Ломегау (Регинариди); ∞ 846 отвлича и се жени за дъщеря на император Лотар I (Каролинги)
- Регинхар „Дълъг врат“ († 915), негов син, граф на Хенегау и Маасгау
- Гизелберт († 939), негов син, граф в Маасгау, 928 херцог на Лотарингия (Регинариди)
- Дитрих I Фламенс, убит 1082, граф в Бетюве и в Маасгау, родоначалник на графовете на Гелдерн